# عدائية
يعتبر العداء أو العدائية نوع من أنواع السلوك الانفعالي المشحون بالعدوان. كما تستخدم كمرادف في الكلام اليومي الأكثر شيوعا مثل الغضب والعدوان.
فظهرت العدائية في عدة نظريات نفسية، فعلى سبيل المثال فهو شكل من الاضطرابات الشخصية في قائمة الاضطرابات الشخصية، والانبساط، والانفتاح المعروفة اختصارًا ب NEO PI، وكذلك جزء من نظرية التكوينات الشخصية في مجال علم النفس التي تطورت على يد جورج كيلي.

## نموذج كيلي
من الناحية النفسية، اعتبر جورج كيلي العدائية أنها محاولة لابتزاز الإثباتات للتحقق من أنواع التنبؤ الاجتماعي، والتكوينات التي فشلت.[بحاجة لمصدر] بدلاً من إعادة بناء بنياتها لتلبية الإقرارات مع توقعات أفضل، يحاول الشخص العدائي فرض أو إجبار العالم على مضاهاة رؤيتهم، حتى لو كان هذا أملاً بائسًا، وحتى لو كان ينطوي على إنفاق عاطفي أو ضرر على الذات أو الآخرين.
وبهذا الاتجاه، فإن العدائية هي شكل من أشكال الابتزاز النفسي -محاولة لفرض الواقع لإعطاء التغذية المرتجعة المطلوبة، حتى من خلال التنفيس في التنمر من قبل الأفراد والجماعات في سياقات اجتماعية مختلفة، حتى تصبح التصريحات المسبقة أكثر تصديقًا على نطاق واسع. ومن ناحية أخرى، فإن العدائية هي استجابة بديلة للتنافر الإدراكي.[بحاجة لمصدر]
في حين أن تحدي الواقع يمكن أن يكون جزءًا مفيدًا من الحياة، ويمكن أن يمثل الثبات في مواجهة الفشل سمة قيّمة (على سبيل المثال في الاختراع أو الاكتشاف [بحاجة لمصدر])، في حالة العداء، يقال إن الأدلة لا يتم تحليلها بدقة عندما يتم اتخاذ القرار لتكرار نفس النهج.[بحاجة لمصدر] بدلاً من ذلك، يُزعم أن العدائية تظهر دليلاً على القمع أو الإنكار، ويتم «حذفها» من الوعي -الأدلة غير المواتية التي قد توحي بأن العيوب المسبقة بها خلل بدرجات مختلفة تم تجاهلها وتعمد تجنبها[بحاجة لمصدر]